# Paulus-Haus

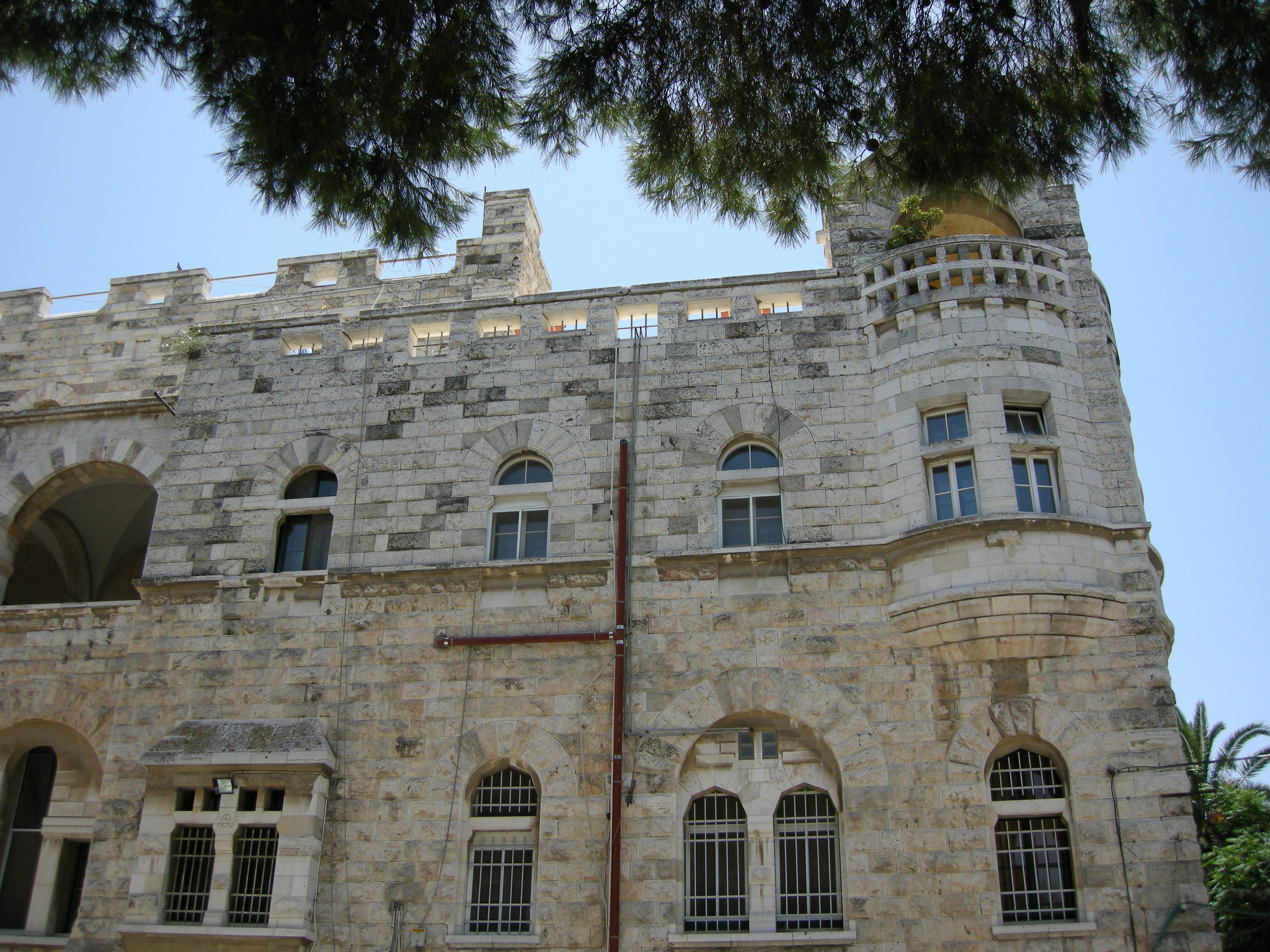
Südfassade des Paulushauses

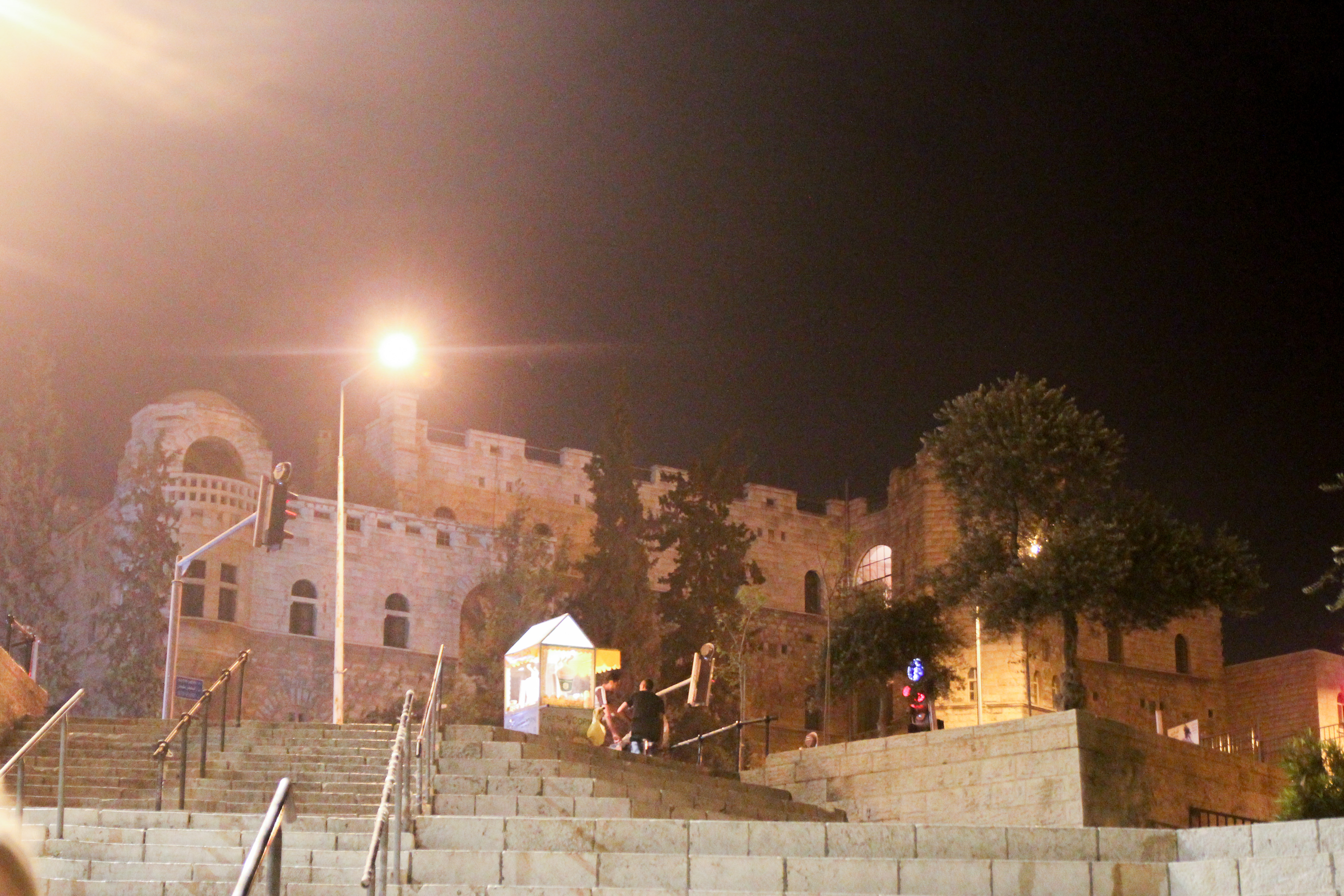
Blick vom Damaskustor zum Paulus-Haus bei Nacht

Das Paulus-Haus ist eine vom Deutschen Verein vom Heiligen Lande betriebene Pilgerherberge in Jerusalem. Es liegt in der Nablus Road am östlichen Rand der historischen Altstadt gegenüber dem Damaskustor. Die monumentale Architektur erinnert an eine Kreuzfahrerburg.

## Geschichte
Ende des 19. Jahrhunderts kamen bereits viele Pilger aus Deutschland nach Jerusalem, unter anderem der 1885 als Zusammenschluss entstandene Deutsche Verein vom Heiligen Lande organisierte Wallfahrten ins Heilige Land. Seit 1876 gab es in Jerusalem ein kleines Gästehaus für deutsche Pilger in der Nähe des Jaffatores. Bei einer Begegnung mit Kaiser Wilhelm II. während dessen Palästinareise 1898 regte der deutsche Lazaristenpater Friedrich Wilhelm Schmidt den Neubau einer größeren und zeitgemäßeren Pilgerunterkunft an. Der Kaiser hatte zuvor schon den Bau der evangelischen Erlöserkirche und die Gründung der Dormitio-Abtei auf dem Zionsberg unterstützt.
Mit Unterstützung des Kaisers erwarb der Deutsche Verein vom Heiligen Lande 1899 zwei Grundstücke in unmittelbarer Nachbarschaft des Damaskustores. Verantwortlich für den Bau war der Kölner Diözesanbaumeister Heinrich Renard, der für den Deutschen Verein auch gleichzeitig die Dormitio-Abtei und die Dormitio-Kirche auf dem Zionsberg errichtete. Die Grundsteinlegung erfolgte am 20. März 1904. 1908 wurde das Sankt Paulushospiz eröffnet und von den Barmherzigen Schwestern vom hl. Karl Borromäus betreut.
Es bot Platz für rund 160 Pilger und erfreute sich schnell großer Beliebtheit unter deutschen Jerusalem-Pilgern.
Weil mit dem Ausbruch des Ersten Weltkriegs keine Pilgerreisen mehr stattfanden, wurde das Paulus-Haus geschlossen und diente kurzzeitig als Hauptquartier und Erholungsort für deutsche Soldaten an der Palästinafront.
Nach Zusammenbruch des Osmanischen Reiches unterstand Jerusalem dem Völkerbundsmandat für Palästina und wurde Sitz des Hohen Kommissars und der britischen Mandatsverwaltung. Das Paulushaus wurde 1941 von der britischen Militärverwaltung beschlagnahmt und bis 1948 als Generalkonsulat genutzt. Nach dem Ende des britischen Mandats kam das Gebäude 1948 an den Deutschen Verein zurück und lag aufgrund der Teilung Jerusalems in Folge des Palästinakriegs im jordanischen Teil der Stadt.
Daraufhin wurde zunächst die seit 1886 bestehende Schmidt-Schule im Paulus-Haus untergebracht und 1965 in einen direkt angrenzend errichteten Neubau ausgelagert.
Das Paulus-Haus ist seitdem wieder Pilgerunterkunft und wird wie die Schule von 1989 bis Sommer 2018 von einem internationalen Konvent der Maria-Ward-Schwestern betreut.

## Ausstattung

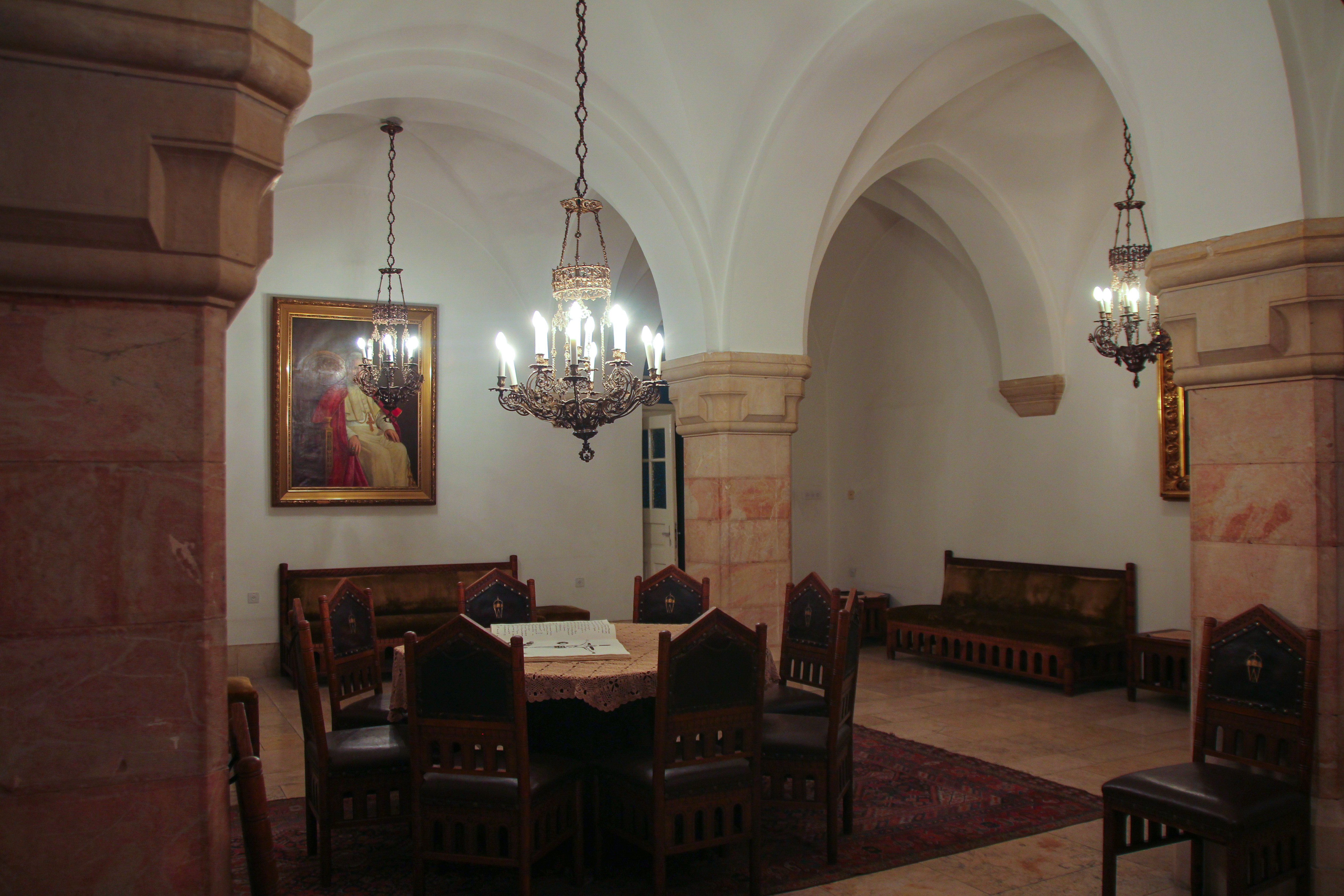
Historischer Kaisersaal

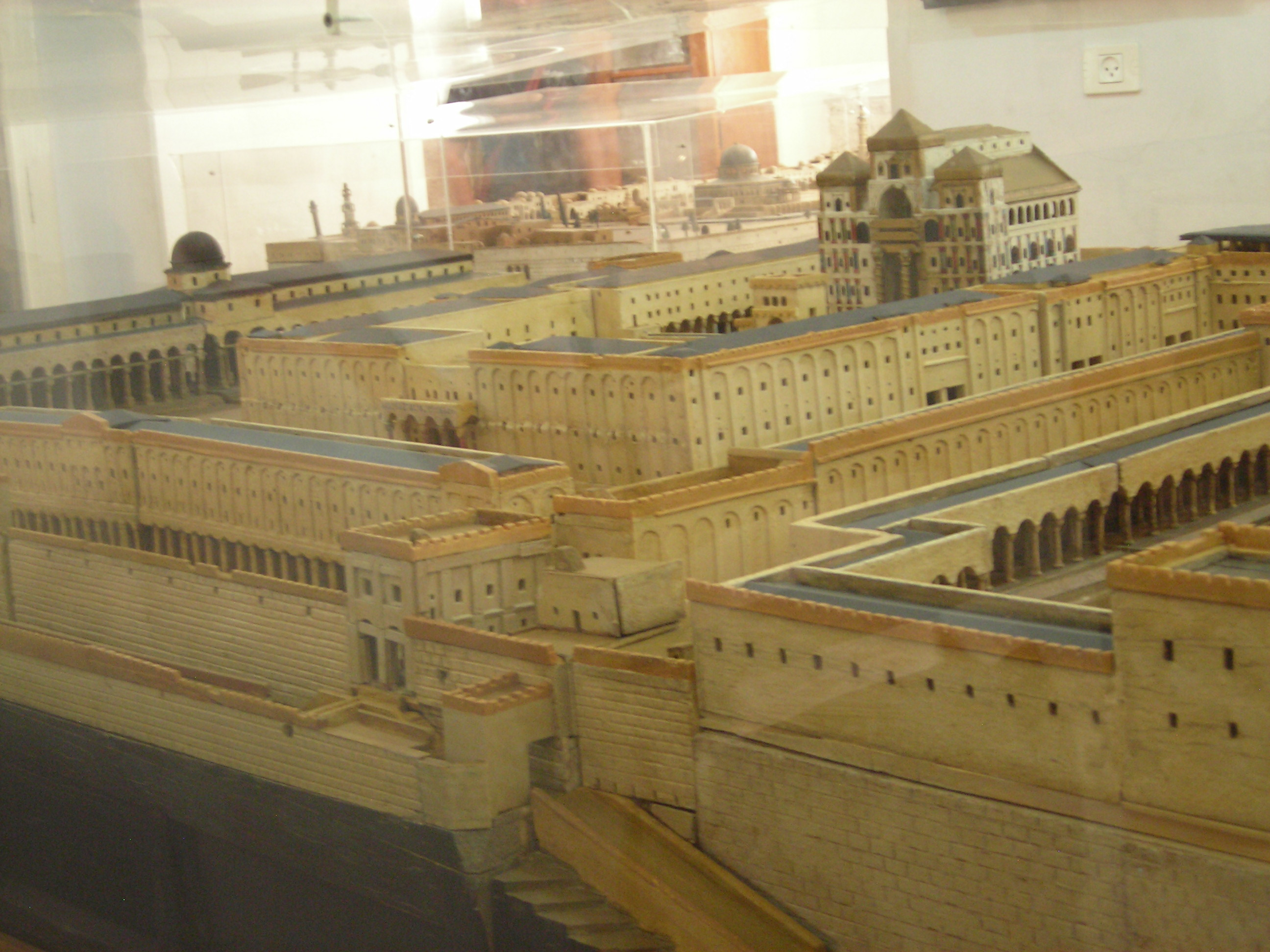
Modell des Zweiten Tempels im Museum des Paulushauses

Im Haus befindet sich der von Kaiser Wilhelm II. gestiftete und mit prächtiger Originalausstattung versehene Kaisersaal.
Das Museum des Deutschen Vereins vom Heiligen Lande zeigt archäologische Funde aus der Zeit Jesu, Exponate aus der Geschichte des Vereins und zwei Tempelmodelle von Conrad Schick. Das Museum wurde Anfang der 1990er Jahre im Keller des Paulushauses eingerichtet.
Die Dachterrasse bietet einen weiten Blick über die Altstadt von Jerusalem zwischen Ölberg, Tempelberg, Berg Zion und Grabeskirche.

## Schmidt-Schule
Die Schmidt-Schule ist eine Deutsche Auslandsschule für christliche und muslimische Mädchen. Sie wurde 1885 gegründet und unterrichtet rund 600 Schülerinnen.